# Bretzia
Bretzia — вимерлий рід оленів, який був ендеміком Північної Америки. Описано два види.

## Таксономія та еволюція
Рід Bretzia був названий у 1974 році палеонтологом Еріком Полом Густафсоном та його колегою Віллісом Фраєм. Його назвали на честь геолога Дж. Харлана Бретца. Bretzia pseudalces відома тим, що є одним із перших оленів, які жили в Північній Америці, і одним із найдавніших предків усіх оленів Нового Світу. Скам'янілості сестринського виду Bretzia nebrascensis були знайдені в Небрасці та Південній Дакоті. Цей вид вижив до самого кінця плейстоцену або раннього голоцену (близько 10 000 років до нашої ери).